# Kalandorok (film, 2008)
A Kalandorok 2007-ben készült, 2008-ban bemutatott magyar filmvígjáték, road movie. A főszereplők Haumann Péter, Rudolf Péter és Schruff Milán, akik a történetben három generációt képviselnek. A film költségvetése 196 millió forint volt, amihez az MMKA 80 millióval járult hozzá.
A film nem tévesztendő össze a szintén Kalandorok című 1967-es francia filmmel.

## Történet
|  | Alább a cselekmény részletei következnek! |

A negyedik házasságában is csődöt mondott kiégett budapesti trombitaművész, Elekes Géza telefonhívást kap apjától, akivel már évtizedek óta nem beszélt. Fiával, a magát nem éppen tiszta munkákkal eltartó Andrással felkerekedik, hogy meglátogassa az Erdélyben élő szüleit. Odaérve apja azzal fogadja: elege van felesége féltékenységi jeleneteiből, hozzáköltözik. Géza vonakodva fogadja az ötletet, mert neki sincs lakása, de ezt nem meri elárulni apjának és fiának. Végül a három férfi kocsival elindul Budapestre. Útközben egymáson kívül számos megpróbáltatással szembesülnek: gázolás, üldözés, nők, hullák és a zöldhatáron való átkelés vár a kalandorokra.
|  | Itt a vége a cselekmény részletezésének! |

## Szereplők
- Elekes Géza – Rudolf Péter
- Elekes István, Géza apja – Haumann Péter
- Elekes András, Géza fia – Schruff Milán
- bajba jutott nő – Bánfalvy Ágnes
- Géza anyja, István felesége – Pogány Judit
- Jakab, gábor-cigányvajda – Kovács Lajos
- román rendőr – Dimény Áron
- menedzser – Elek Ferenc
- Dzsoki – Rácz Norbert
- szomszéd – Csomós Mari

## Háttér

### A forgatókönyv
A film forgatása előtt három évvel merült fel a forgatókönyv alapötlete a rendezőben, Paczolay Bélában, mikor egy alkalommal Péterfy Gergővel beszélgetett. A történetet Paczolay saját „élménye” ihlette, lévén ő maga és édesapja is kiutaztak Erdélybe a nagyszülők „szétválasztására.” A forgatókönyv Péterfy Gergő munkája, azonban a megírásában részt vett Paczolay és Pados Gyula is. A szkript több változáson is átesett, mire elérte végleges formáját; még az utolsó pillanatban is eszközöltek rajta módosítást, mivel a rendező szerette volna a szereplők személyére illeszteni a történetet.

### A forgatás
2006 szeptemberében már minden készen állt a kezdésre, beleértve a költségvetés fedezetét, azonban az operatőrnek, Pados Gyulának közbejött az Este című film, melyet Koltai Lajos rendezett.
A forgatás mindössze 28 nap alatt zajlott le, amiben benne van a két helyszín (Magyarország és Erdély) közötti utazás időtartama is, ami 1200 kilométert jelent. A stáb 100-200 kilométerenként újra és újra előkészítette, majd lebontotta a technikai hátteret, ami rendkívül sok időt vett igénybe, csökkentve a tényleges forgatásra jutót. A filmben kevés az improvizáció. Az alkotók a forgatókönyv minden részletéhez ragaszkodtak, nem lehetett kihagyni belőle semmit ahhoz, hogy ne legyen benne következetlenség. A színészek reggel öttől-hattól megállás és pihenőnap nélkül dolgoztak. Az erdélyi forgatás az Interfilm Rom Kft. segítségével valósult meg.

### A szereplők
A három főszereplő személye a forgatás előtt öt hónappal véglegesedett. Paczolay biztos volt a középső generáció, vagyis az apa megformálójában, tehát elsőként Rudolf Pétert választották ki. Ezután Haumann Péter szerződött le, majd hosszas keresgélés után – melyben Rudolf és részt vett – a fiú szerepét Schruff Milán kapta. A rendező ragaszkodott egy ismeretlen névhez, hogy a színész arcát ebből a filmből jegyezze meg a közönség. Pogány Juditot Paczolay Rudolf Péterhez hasonlóan választotta ki, vagyis „érzelmi alapon”, ahogy fogalmaz.

## Filmzene
A filmben a Kistehén Tánczenekar számai hallhatók:
- Elviszi a szél – főcímdal, a Noir Désir Le Vent Nous Portera című számának feldolgozása
- A teve követ

Továbbá:
- David Bowie: The Man Who Sold the World

## Fogadtatása
2008-ban 80 754 nézője volt, és 3895  előadáson 65 352 318 forint bevételt termelt. Ezzel 2008-ban a harmadik legnézettebb magyar film volt.